# トム・グローバー
トーマス・ウィリアム・グローバー（Thomas William Glover, 1997年12月24日 - ）は、オーストラリア・シドニー出身のサッカー選手。ミドルズブラFC所属。ポジションはGK。
性は日本語では「グローバー」や「グラバー」、「グローヴァー」などと表記される。

## 経歴
トッテナム・ホットスパーFCのユースチーム出身。2017年に母国Aリーグのチームであるセントラルコースト・マリナーズFCへローン移籍し経験を積む。その後2019年にはアルスヴェンスカンのヘルシンボリIFにもローン移籍したが、試合には出場できず、ベンチを暖める日々が続いた。
セントラルコーストへのローン移籍以降はトッテナムのユースチームでもアルフィー・ホワイトマンやブランドン・オースティンの後塵を廃す事が多くなり、2019年6月に契約満了で退団した。
2019年8月6日、Aリーグのメルボルン・シティFCに加入した。
2023年7月7日、ミドルズブラFCに3年契約で移籍した。